# Maison natale du major Gavrilović à Čačak
La maison natale du major Gavrilović à Čačak (en serbe cyrillique : Родна кућа мајора Гавриловића у Чачку ; en serbe latin : Rodna kuća majora Gavrilovića u Čačku) se trouve à Čačak et dans le district de Moravica, en Serbie. Elle est inscrite sur la liste des monuments culturels protégés de la République de Serbie (identifiant no SK 905),,.

## Présentation
La maison natale du major Dragutin Gavrilović (1882-1945) a été construite entre 1863 et 1869.

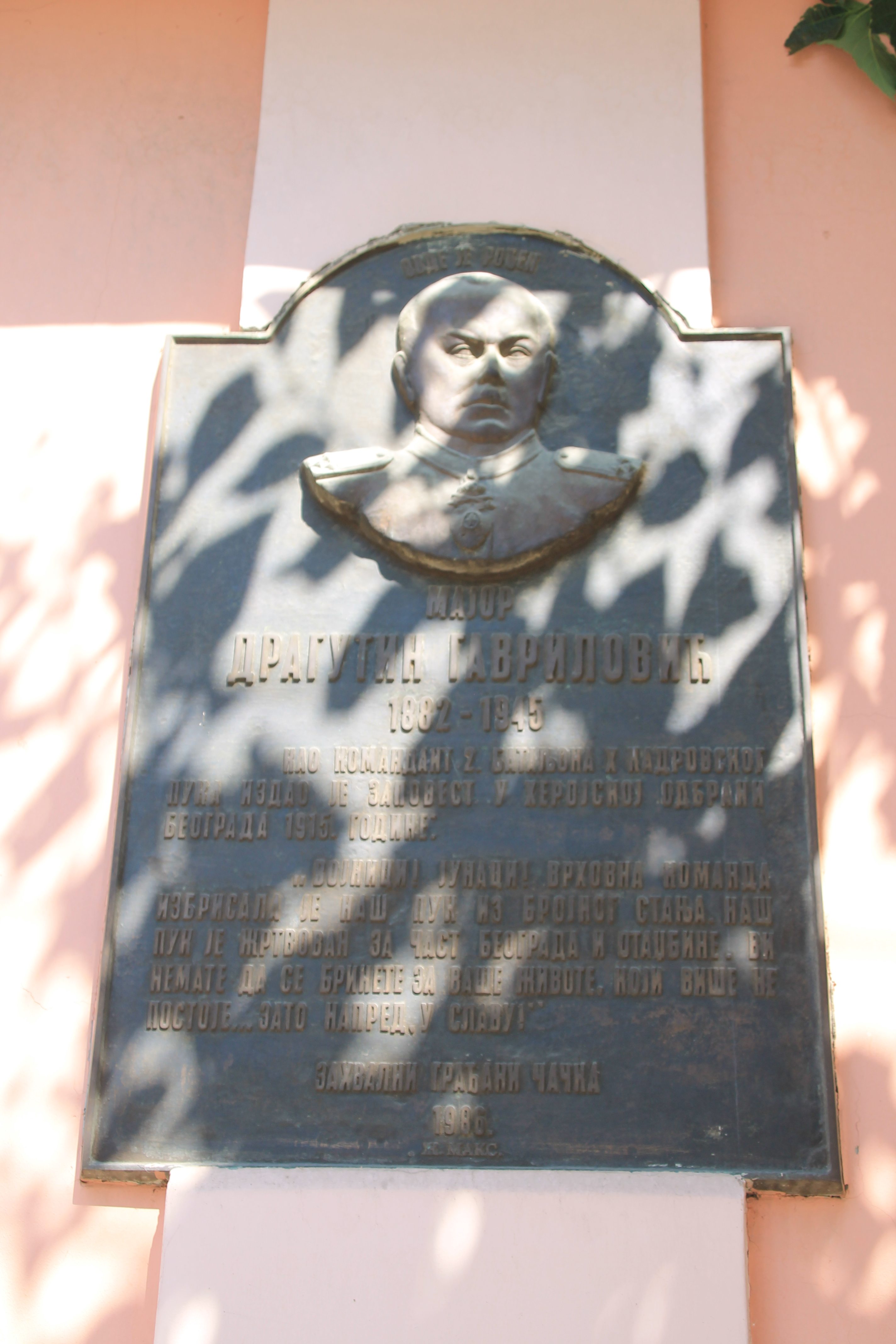
Plaque commémorative sur la maison.